# شعب القبة (المسيمير)

تعديل مصدري - تعديل

شعب القبة هي إحدى قرى عزلة المسيمير بمديرية المسيمير التابعة لمحافظة لحج، بلغ تعداد سكانها 151 نسمة حسب تعداد اليمن لعام 2004.